# アンドロメダ座14番星
アンドロメダ座14番星（英語: 14 Andromedae, 14 And) は、アンドロメダ座の方向に地球から約250光年離れた位置にある5等級の恒星である。国際天文学連合 (IAU) に承認されている正式な固有名は Veritate。

## 特徴
アンドロメダ座14番星はスペクトル分類において K0III 型に分類される橙色巨星で、中心核でヘリウムによる核融合反応が発生しているレッドクランプの過程にある。質量は太陽よりやや大きい程度であるが、半径は太陽の10倍以上となっており、光度は太陽の約60倍に達している。古い文献ではスペクトル分類が G0III 型の黄色巨星ともされていた。変光星である可能性が示唆されているが、詳細はわかっていない。巨星へ進化する以前は、スペクトル分類においてA型かF型の主系列星だったと考えられている。2008年に太陽系外惑星が発見されことを受けて、進化の進んだ中間質量の恒星に惑星が発見された希少な例となった。
2024年7月、ガイア計画によって得られたデータリリース第3版 (Gaia DR3) による地球から100パーセク（326光年）以内の距離にある、太陽系外惑星を持つことが知られている恒星のアストロメトリ観測の結果を分析した研究から、アンドロメダ座14番星から約750秒角離れた位置にある天体 2MASS J23315388+3924300 が周囲を公転している伴星であることが判明した。天文単位に換算すると、アンドロメダ座14番星からは 57,019 au（約0.9光年）離れており、主系列星よりも質量が小さく中心核で水素による核融合反応を起こすことが出来ない褐色矮星の候補である。

## 惑星系
2008年にドップラー分光法による観測から周囲を公転している太陽系外惑星の発見が報告され、アンドロメダ座14番星bと名づけられた。巨星の周囲に惑星が見つかった他の例としては、くじら座81番星、やまねこ座6番星、HD 167042 などが存在する。下限質量は木星の約5倍で、主星から 0.83 au（約1億2400万 km）離れた軌道を約186日の公転周期で公転している。
| 名称 （恒星に近い順） | 質量            | 軌道長半径 （天文単位） | 公転周期 (日) | 軌道離心率 | 軌道傾斜角 | 半径 |
| --------------------- | --------------- | ----------------------- | ------------- | ---------- | ---------- | ---- |
| b (Spe)               | >5.33 ± 0.57 MJ | 0.83                    | 185.84 ± 0.23 | 0          | —          | —    |

## 名称
固有名の Veritate は、ラテン語で「真実があるところ」という意味の vēritāte（ウェーリターテ）に由来する。2015年に国際天文学連合によって太陽系外惑星系の名前の公募と投票が行われた際にこの星系も対象となった。2015年12月15日、国際天文学連合より、カナダのオンタリオ州サンダーベイにある天文愛好家団体「サンダーベイセンター」の提案 Veritas に基づき Veritate が選定されたことが発表された。惑星には同じくラテン語で「希望があるところ」を意味する spē（スペー）から Spe という名前が選定されている。
投票対象だった当初の提案は Veritas（真実）と Spec（希望）だった。しかし、Veritas がヴェリタス族で知られる小惑星ヴェリタスに使用済みであり、系外惑星はすでに名づけられた天体と同名であってはならないというルールがあるため、奪格の Veritate と Spe に変更して承認された（Spec は未使用だったが共に変更された）。
中国では、室宿の星官騰蛇の増星（元の22星ののちに追加された星）の第9であり、螣蛇増九と呼ばれる。